# Attentat de l'Observatoire

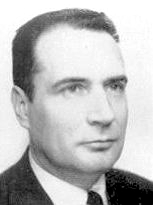
François Mitterrand en 1959.

L’attentat de l'Observatoire est un attentat qui a visé François Mitterrand dans la nuit du 15 au 16 octobre 1959 à Paris, avenue de l'Observatoire. L'expression fait également référence à l'affaire politique et judiciaire à laquelle cet attentat a mené.
Le sénateur de la Nièvre François Mitterrand est averti par un autre homme politique, Robert Pesquet, d'un projet d'attentat à son encontre dans les jours qui précèdent le 15 octobre 1959. Vers minuit trente le 16 octobre, la Peugeot 403 de François Mitterrand est criblée de sept balles de pistolet mitrailleur, tandis que le parlementaire échappe aux balles en prenant la fuite à travers le jardin de l'Observatoire. Quelques jours plus tard, Pesquet déclare publiquement dans le journal Rivarol que François Mitterrand a monté de toutes pièces l'attentat afin de gagner la faveur de l'opinion publique. La responsabilité de François Mitterrand dans l'affaire est encore aujourd'hui incertaine.

## Contexte

### Un climat politique tendu
Charles de Gaulle revient au pouvoir en mai 1958, appelé par la Quatrième République mourante afin d'apporter une résolution à la guerre d'Algérie. Le climat est particulièrement tendu à la fin de l'année 1959. Après que le 16 septembre, de Gaulle annonce un référendum sur l'autodétermination pour les Algériens, des rumeurs selon lesquelles un complot serait en préparation contre de Gaulle et son régime enflent. On annonce des manifestations et des attentats en métropole, orchestrés par les Européens d'Algérie. Selon ces rumeurs, l'armée serait appelée pour rétablir l'ordre et prendrait le pouvoir, renvoyant le général à Colombey. Un débat parlementaire sur le sujet qui débute le 13 octobre laisse voir la grande tension au sein de la majorité présidentielle.
Le 15 octobre, le député UNR Lucien Neuwirth fait une déclaration alarmiste selon laquelle « des commandos de tueurs ont franchi la frontière espagnole. Les personnalités à abattre sont désignées ».

### Des menaces et un avertissement
En octobre 1959, François Mitterrand et son épouse Danielle Mitterrand sont harcelés par des coups de téléphone intempestifs et menaçants. Le 7 octobre, Mitterrand et Roland Dumas sont abordés près du palais de Justice par Robert Pesquet, ancien député. Selon François Mitterrand, une fois Dumas parti, Pesquet lui confie qu'il fait partie des personnalités que l'extrême droite cherche à abattre. Mitterrand ne le prend pas au sérieux au premier abord, mais Pesquet l'appelle plusieurs fois et ils se revoient le 14 octobre au Marignan, un café des Champs-Élysées.
Devant la menace, Mitterrand dort chez son ami Georges Dayan. Le lendemain, le 15 octobre, il croise à nouveau Robert Pesquet au Sénat, qui lui annonce que l'attentat va bientôt arriver, et qu'il aura lieu rue Guynemer, près de son domicile. Comme la rue ne permet pas de s'échapper en cas d'attentat, Pesquet lui recommande de contourner le jardin du Luxembourg et de se réfugier dans le jardin de l'Observatoire en cas d'attaque. À la demande de Pesquet, Mitterrand promet de ne rien dire à la police. Selon Bernard Debré, son oncle Pierre Lemaresquier et sa femme avaient vu un homme qu'ils avaient identifié comme François Mitterrand, un jour précédant l'attentat, s'exercer à sauter par-dessus les buissons du jardin de l'avenue de l'Observatoire.

## Attentat

### Poursuite motorisée
François Mitterrand dîne le soir du 15 octobre avec Georges Dayan, puis se rend à la brasserie Lipp. Il était convenu avec Robert Pesquet qu'ils s'y retrouveraient s'il y avait du nouveau. Pesquet n'arrivant pas, Mitterrand attend jusqu'à minuit et demi. Il décide alors de rentrer chez lui avec sa voiture, une Peugeot 403.
Selon la version qu'il donne à Franz-Olivier Giesbert, il remarque une petite automobile grise, feux éteints, qui se met à le suivre. Au début de la rue de Seine, la voiture se met à le coller ; il modifie alors son itinéraire et, au lieu de tourner à droite pour rentrer chez lui, il tourne à gauche dans la rue de Médicis. Pris en chasse par ses poursuivants, il accélère boulevard Saint-Michel, tourne rue Auguste-Comte, ouvre sa portière, saute par-dessus la grille des jardins de l'Observatoire haute d'un mètre, et court dans les jardins où il se jette à terre. À l'exception de deux statues néogrecques sur des socles de pierre au centre du parc, le jardin n'offrait aucun abri ; il se cache derrière une haie de troènes.

### Fusillade
Alors que François Mitterrand est caché derrière la haie, de la fenêtre arrière gauche de la voiture grise sort un pistolet-mitrailleur qui tire une rafale. Sept balles de 9 mm criblent la portière avant droite de la Peugeot. François Mitterrand traverse le jardin en courant pour se dissimuler sous une porte cochère au 5 de l'avenue de l'Observatoire. Il sort du square par l'avenue de l'Observatoire.

### Déclaration à la police
Un habitant du quartier, réveillé par le bruit des coups de feu, appelle la police qui se rend sur place. François Mitterrand déclare à la police qu'il a subi une tentative d'assassinat. Il est interrogé par le commissaire divisionnaire Clot. Il ne lui dit rien au sujet de Robert Pesquet, dont il avait promis de taire le nom.

## Médiatisation

### Choc politique du16au21 octobre
L'affaire est largement médiatisée le lendemain. Les journaux relatent l'histoire en détail. Alors qu'il était en perte de vitesse et marginalisé même au sein de son parti, François Mitterrand redevient le chef de la lutte contre l’extrême droite. La rapidité de sa réaction est louée et les partisans de l'Algérie française sont soupçonnés d'être derrière le coup. L'indignation gagne le monde politique, et Pierre Mendès France lui écrit : « Sachez bien que, dans ces circonstances où tant de haine de nouveau se déchaîne contre vous, tous vos amis vous entourent affectueusement et éprouvent le désir de vous aider s'ils le peuvent ».
Mitterrand rencontre à nouveau Robert Pesquet le 19 octobre, et le remercie de lui avoir donné l'information qui lui a sauvé la vie.

### Déclaration de Pesquet les21 octobreet22 octobre
Le 21 octobre, Robert Pesquet donne un entretien au journal d'extrême droite Rivarol, qui va complètement à l'encontre du récit entendu jusqu'alors. Pesquet déclare être l'auteur de ce qui serait un faux attentat, manigancé par François Mitterrand lui-même dans le but de regagner les faveurs de l'opinion publique au détriment de Pierre Mendès France et dans le but de provoquer des perquisitions dans les milieux d'extrême droite. Il mentionne des détails qui ne semblent que pouvoir avoir été décidés à l’avance, notamment la façon dont la victime réagirait.
Le 22 octobre, Robert Pesquet organise une conférence de presse. Il soutient que François Mitterrand a organisé avec lui un faux attentat dans le but de se positionner comme le chef de file de la lutte contre l'extrême droite, et de regagner en popularité face à Pierre Mendès-France. Pesquet montre deux pièces qui doivent prouver la véracité de ses dires : deux lettres que Pesquet s'était adressées à lui-même, en recommandé, ouvertes par un huissier de justice, où il décrivait avant l'évènement comment le pseudo-attentat allait se dérouler. Aux dires de Pesquet, Mitterrand aurait été enthousiasmé à l'idée de se faire de la publicité par ce moyen, et aurait planifié l'opération en détail.

### Retournement de l'opinion publique après le22 octobre
Les journaux suivent de près l'affaire et, à partir de la déclaration de Pesquet, remettent en cause la version de François Mitterrand. La gauche se trouve atterrée, tandis que « les adversaires de droite sont hilares », alors que « les journalistes tombent des nues, se sentent ridiculisés pour avoir été menés en bateau et avoir du même coup trompé leurs lecteurs » (Michel Winock). François Mitterrand perd le soutien de plusieurs personnalités politiques, dont celui d'Henri Frenay. Avec François Mauriac, Pierre Mendès France est l'un des rares à défendre son ancien ministre de l'Intérieur, victime d'« imputations invraisemblables et monstrueuses ».

### Contre-offensive médiatique de Mitterrand à partir du24 octobre
François Mitterrand se défend. Il soutient que l'attentat n'a pas été un complot ourdi par lui-même, et qu'il est tombé dans une machination qui ne pouvait, une fois lancée, que se conclure par sa défaite. Comme le rapporte Le Monde dans son édition du 24 octobre, il dit : « De deux choses l’une : ou j’étais abattu, et je ne pouvais plus parler ; ou j’en réchappais, ce qui était le cas, et je tombais dans cette machination ».
Le 23 octobre, René-William Thorp, le bâtonnier de Paris, convoque dans ses bureaux Philippe Grumbach, rédacteur en chef de L'Express. Grumbach y découvre le futur président de la République, en pleurs. L’attaque dont il a été victime, la semaine précédente, est en passe de casser sa crédibilité politique.
Le 29 octobre 1959, L’Express publie la défense de François Mitterrand sur trois pages, avec le titre : « Ce que j’ai à dire ». Mitterrand accuse plusieurs personnalités d'extrême droite (Jean-Louis Tixier-Vignancour, Jean Dides, Jean-Baptiste Biaggi, Pascal Arrighi, Jean-Marie Le Pen) d'avoir « sorti les poignards de la guerre civile ». Il reconnaît « être tombé dans un guet-apens (...). Parce qu'un homme vient à moi, me prend à témoin de son hésitation à tuer, me demande de l'aider à se sauver lui-même, cinq ans de prudence, d'analyse, de patience cèdent soudain et me laissent devant la solitude et l'angoisse... ». Il fait le lien entre ce « chef-d'œuvre d'intoxication et de téléguidage » et deux autres affaires qu'il a eu à connaître alors qu'il était ministre de l'Intérieur (affaire des fuites du comité de la Défense nationale) et garde des Sceaux (affaire du bazooka d'Alger). Selon lui, les décisions qu'il a prises dans ces deux affaires lui ont valu la haine des protagonistes qu'il a cités. Philippe Grumbach, dont on apprendra bien plus tard, en 2024, qu'il était à l'époque agent du KGB, a permis à Mitterrand d'organiser sa contre-offensive médiatique, ce qui fut considéré rétrospectivement comme un service pouvant être exploité.

## Pré-judiciarisation

### Demande de levée de l'immunité parlementaire le27 octobre
Le gouvernement de l'époque, dirigé par Michel Debré, porte un coup qu'il veut fatal à son principal adversaire : le ministère public demande le 27 octobre au Sénat que l'immunité parlementaire du sénateur Mitterand soit levée pour outrage à magistrat. Cette requête est légitimée par le fait que Mitterrand n'a jamais fait état du rôle de Robert Pesquet dans son interrogatoire auprès de la justice, ce qui est considéré alors comme une « atteinte à la considération et à l'autorité morale » de la préfecture de police de Paris.
Le parquet décide également d'engager des poursuites pour détention d'armes contre Robert Pesquet et son comparse, Abel Dahuron, auteur des coups de feu. Toutefois, contre l'avis du parquet émis sur réquisition du garde des Sceaux, le juge André Braunschweig (tr) laisse les deux hommes en liberté.

### Commission parlementaire et défense à la tribune
Le Sénat débat sur la levée de l'immunité parlementaire de l'élu Mitterand après les présentations d'une commission spéciale réunie pour l'occasion, dont le rapporteur est Jacques Delalande, un indépendant. Le verdict de la commission reprend le motif du ministère public : « M. Mitterrand, d'après M. le procureur général, a laissé l'enquête s'orienter dans une direction qu'il savait inutile et il a, au contraire, écarté la seule direction utile qu'auraient pu prendre les recherches de police, c’est-à-dire la direction Pesquet. Par cette omission voulue, toujours d'après M. le procureur général, M. Mitterrand a manqué au devoir qu'il avait envers la police dont il venait de solliciter le secours ».
Le sénateur Mitterrand se défend à la tribune, et explique sa version des faits. Il justifie de ne pas avoir mentionné Pesquet à la police par le fait que ce dernier le lui avait demandé afin d'être protégé, sachant que Pesquet serait en danger s'il était révélé qu'il avait prévenu une des cibles de l'attentat qui planait sur elle. Surtout, il révèle un élément nouveau allant dans son sens : le 22 octobre, Maurice Bourgès-Maunoury, ancien président du Conseil, avait prévenu la Direction de la Sûreté générale qu'il avait lui-même été approché par Robert Pesquet quatre semaines auparavant de la préparation d'un attentat contre lui, selon le même scénario, ce qui est confirmé le 6 novembre.
Avant de conclure, François Mitterrand souligne qu'il considère l'affaire comme un guet-apens politique. Il met en cause Michel Debré et rappelle l'entretien qu'il avait eu avec ce dernier en février 1957 lorsque des soupçons pesaient sur lui dans le cadre de l'affaire du bazooka, un complot visant à tuer le général Raoul Salan afin de provoquer des émeutes en Algérie française et provoquer le retour au pouvoir de Charles de Gaulle.
Si une bonne partie des parlementaires demeurent perplexes, quelques voix s'élèvent pour défendre Mitterrand. Jean-Louis Vigier, de la majorité, dit notamment dans l'hémicycle : « Je ne pourrai voter la levée d’immunité car trop de faits connus me troublent. La gravité de l’acte que l’on me demande d’accomplir est hors de proportion avec l’état de notre information ». Il réussit à convaincre ses collègues de repousser le vote. Pierre de La Gontrie, de la gauche, demande un complément d'information pour éclaircir l'argument de Mitterrand relatif à l'incident rapporté par Bourgès-Maunoury, et l'obtient.

### Nouveau vote et levée de l'immunité parlementaire le25 novembre
Un nouveau débat est organisé le 25 novembre avant de voter sur la levée de l'immunité du sénateur Mitterrand. Deux camps se font face : celui du rapporteur Delalande et de la majorité du Sénat d'une part ; et Mitterrand, soutenu par quelques parlementaires tels que Gaston Defferre de l'autre. François Mitterrand rappelle à nouveau l'affaire du bazooka. La commission dont Delalande est rapporteur récuse, par 16 voix contre 8 et 5 abstentions, l'affirmation de Mitterrand selon laquelle le gouvernement, dans une intention hostile envers lui, avait voulu étouffer le rôle de Pesquet à l'égard de Bourgès-Maunoury.
Le vote a lieu sous la présidence de Gaston Monnerville : 175 sénateurs votent pour une résolution permettant la levée de l'immunité, 27 votent contre, dont les 11 sénateurs communistes présents. Du côté des socialistes, 20 ont voté pour la levée, 15 contre. François Mitterrand va pouvoir être poursuivi.

## Judiciarisation

### Plainte pour diffamation contre plainte pour dénonciation calomnieuse
Le 25 octobre, François Mitterrand dépose plainte contre Robert Pesquet pour diffamation.

### Information contre X pour tentative d'assassinat
Le 25 octobre, François Mitterrand se constitue partie civile dans le cadre d'une information contre X pour tentative d'assassinat ouverte au lendemain des faits par le juge André Braunschweig (tr). Les avocats de Pesquet, parmi lesquels Jean-Louis Tixier-Vignancour, déposent à leur tour une plainte pour dénonciation calomnieuse, visant sa constitution de partie civile initiale.

### Inculpation de Pesquet et Dahuron pour détention d'arme et outrage à magistrat
Robert Pesquet et Abel Dahuron sont inculpés dans un premier temps pour détention d'arme et outrage à magistrat.

### Inculpation de Mitterrand pour outrage à magistrat
Le 8 décembre, le juge Jean Perez inculpe François Mitterrand d'outrage à magistrat. Cette instruction ne donne lieu à aucun acte de procédure pendant les années qui suivent.

### Ordonnance de non-lieu
Une enquête est menée par un juge d'instruction. Une reconstitution des faits a lieu en janvier 1960 au bois de Vincennes.
Le 11 août 1966, le juge d'instruction Jean Sablayrolles rend une ordonnance de non-lieu dans le dossier ouvert contre X pour tentative d'homicide volontaire. Il renvoie Robert Pesquet et ses complices Abel Dahuron et André Péquignot en correctionnelle pour détention d'armes.
Mitterrand, partie civile dans le dossier, fait aussitôt appel de l'ordonnance de non-lieu : accepter cette ordonnance serait en effet reconnaître qu'il s'agit d'un faux attentat.
Les incriminations contre Pesquet, Dahuron et Péquignot pour détention d'armes et contre François Mitterrand pour outrage à magistrat sont abandonnées à la suite de la loi d'amnistie générale qui est votée en juin 1966.
Le 28 novembre 1966, la chambre d'accusation de la cour d'appel de Paris confirme l'ordonnance de non-lieu. La justice ne considère plus l'« attentat » de l'Observatoire comme une tentative de meurtre. François Mitterrand se pourvoit en cassation ; il se désistera discrètement de son pourvoi quelques mois plus tard.

### Irrégularité dans l'enquête et intervention de Roland Dumas
L'inertie de la justice entre 1960 et 1966 est remarquée par la presse. Cette inertie peut s'expliquer par l'action de l'avocat de François Mitterrand, Roland Dumas. Maître Jacques Isorni, nouvel avocat de Pesquet, a informé Dumas que son client, impécunieux, souhaite monnayer une photo qui s'avèrerait compromettante pour le juge Braunschweig. Dumas rencontre Pesquet à Lausanne et fait l'acquisition de ladite photo pour une somme « rondelette » : le cliché date de 1939 et on y voit « quatre copains de régiment en tenue militaire (...) en y regardant de plus près on reconnaît au centre Pesquet et son ami Braunschweig. Le député et le magistrat avaient fait leurs classes ensemble à l'école des sous-officiers de Rambouillet ». Cette relation aurait dû entraîner le dessaisissement du juge.
Roland Dumas, qui cherche à « embarrasser le magistrat », lui demande rendez-vous et lui montre la photo : « Il est devenu blanc et m'a demandé d'attendre un moment dans son cabinet pour aller en référer au procureur général (...) J'ai su par la suite que le procureur général lui avait demandé « de ne pas bouger ». Mais la panique était générale. De pourvoi en renvoi l'affaire ne fut jamais jugée (...). »

### Suites judiciaires pour Pesquet
En août 1963 la Cour de sûreté de l'État condamne Robert Pesquet à vingt ans de réclusion pour avoir commandé, au début de 1962, un groupe d'activistes du Calvados se réclamant de l'OAS. Le 29 juin 1968, venu de Suisse, il se constitue prisonnier à Paris. Deux jours plus tard, la chambre de contrôle de la Cour de sûreté de l'État fait droit à sa demande de mise en liberté provisoire. Il est à nouveau condamné, le 24 novembre 1978, à vingt mois de prison et 2 000 francs d'amende par la treizième chambre correctionnelle du tribunal de Paris pour infraction à la législation sur les chèques, falsification de documents administratifs et usurpation d'état-civil.

## Postérité

### Évolution des versions de Pesquet
La version des faits de Robert Pesquet a évolué avec le temps. Comme le fait remarquer l'historien Michel Winock, les déclarations de cet individu sont difficiles à croire dans la mesure où, peu honnête, il n'apportait généralement pas de preuves à ses dires.
En 1965, dans une lettre au Monde, Pesquet explique que l'instigateur de l'attentat est Jean-Louis Tixier-Vignancour, aidé de Jean-Marie Le Pen. Pesquet lui-même n'aurait été, dans cette affaire, qu'un « exécuteur discipliné ». Il ajoute que François Mitterrand a été « un participant actif et conscient » d'un faux attentat et qu'il s'est « prêté à cette comédie dans le but de désamorcer un vrai complot contre sa personne, auquel il croyait fermement ». Tixier-Vignancour et Le Pen démentent cette information et s'étonnent que, depuis six ans, « ni le pouvoir ni ses adversaires n'ont voulu faire vraiment la lumière sur cette affaire ».
En 1974, dans l'hebdomadaire d'extrême droite Minute, Pesquet déclare : « C’est Michel Debré, alors Premier ministre, et Christian de La Malène qui ont tout organisé ».
En 1995, tout en maintenant la version de 1965, Pesquet la marie avec la version de 1974. Dans son livre Mon vrai-faux attentat contre Mitterrand - L'Observatoire, il fait état d'une manipulation gaulliste de l'idée de l'attentat, dont il ne serait pas le cerveau. Selon lui, c'est à la demande de Michel Debré qu'il aurait approché Mitterrand, a priori pour discréditer celui qui venait d'abandonner l'idée de l'Algérie française, mais a posteriori pour donner à Debré un moyen de pression similaire à celui que Mitterrand aurait eu sur le ministre dans l'affaire du bazooka.
Enfin, dans un entretien diffusé dans un documentaire télévisé de Joël Calmettes diffusé le 16 décembre 2005 sur France 3, Pesquet se présente à nouveau comme l'« inventeur » de la machination, toujours destinée à discréditer Mitterrand pour l'abandon de la cause algérienne, mais affirmant que l'attentat avait été réellement envisagé par l'extrême droite.
Il décrit l'enthousiasme de Mitterrand pour une manipulation, qui, croit-il, va lui faire regagner les faveurs du public. Il explique avoir dans un premier temps rencontré François Mitterrand à deux reprises pour lui faire part des intentions d'un groupe d'extrême droite (ce qui est confirmé par Roland Dumas), dont Pesquet se disait proche, de commettre un attentat sur sa personne. Ce faisant, Robert Pesquet met en garde François Mitterrand contre la révélation à la police de ce complot, affirmant craindre alors pour sa vie. Donnant à François Mitterrand une date à laquelle l'attentat pourrait avoir lieu, il aurait recueilli alors des informations sur son itinéraire. Il décrit dans son livre la participation de Mitterrand à l'organisation du faux attentat :

« Nous en vînmes à notre projet : Mitterrand m'expliqua en détail la manière dont il le concevait.
— Jeudi soir, je dînerai chez Lipp avec Dayan. Vous vous présenterez à la porte un peu après minuit. Je sortirai aussitôt, monterai seul dans ma voiture, une 403 bleu nuit, immatriculée 9 ET 75. Vous me suivrez. Vous aurez quelqu'un avec vous ?
— Mon jardinier. C'est lui qui fera le carton.
— Qu'est-ce que vous avez, comme arme ?
— Une Sten.
— Méfiez-vous. On dit que ces engins ne sont pas fiables du tout.
— Je sais. Mais j'ai amplement eu, pendant la guerre, l'occasion de me familiariser avec leur fonctionnement… »

Ce récit est considéré comme plausible par plusieurs proches de François Mitterrand.
Les différentes versions de Pesquet ne se rejoignent que sur un point : Mitterrand aurait été pleinement au courant de la préparation de l'attentat, et il aurait encouragé, ou du moins jamais dissuadé son déroulement afin de se faire de la publicité. Toutefois, les nombreuses variations chez Pesquet ont poussé certains à le décrire comme un « mythomane affabulateur ».

### Popularité de Mitterrand
En dépit de sa défense, François Mitterrand n'arrive pas à convaincre l'opinion publique, qui le considère comme coupable d'une manipulation. Jean Lacouture écrit : « pendant des mois et bien davantage, Mitterrand-de-l'Observatoire pourra aisément faire le compte de ses amis et aura du mal à s'exprimer en public sans qu'un « Pesquet ! Pesquet ! » ne couvre sa voix ».

### Débats sur la responsabilité de Mitterrand
Plusieurs auteurs font remarquer que François Mitterrand, dans l'hypothèse même où il n'a pas commandité l'attentat, est en partie responsable de l'évènement par son absence de précautions. Comme le souligne Jean Lacouture, « la vilenie de ses adversaires ne suffit pas pour mettre François Mitterrand hors de cause » : en effet, si Maurice Bourgès-Maunoury a été l'objet de la même sollicitation de la part de Pesquet, l'ancien président du Conseil a eu le « réflexe sain » d'informer la police, ce que François Mitterrand n'a pas cru bon de faire. Le biographe trouve néanmoins certaines circonstances atténuantes chez Mitterrand, qui vivait alors dans la « hantise de l'attentat » contre lui et sa famille.
Roland Cayrol écrit, dans François Mitterrand, 1945-1967, que « l'impression qui se dégage de cette affaire est confuse. Il semble certain que F. Mitterrand n'a nullement téléguidé l'opération. Mais sans doute a-t-il été imprudent. Peut-être même a-t-il envisagé de se servir de cet attentat, dont il avait été mis au courant, pour accroître sa popularité à gauche et pour se donner des arguments supplémentaires dans sa dénonciation de l'extrême droite ».
On a ainsi pu mettre l'absence de communication avec la police sur le compte d'une forte méfiance vis-à-vis d'elle. Constantin Melnik, conseiller de Michel Debré chargé des services secrets entre 1959 et 1962, affirme que Mitterrand n'accordait aucun crédit aux services de police français et que ce sentiment n'était pas dénué de fondement. Cela explique l'étonnement d'Edwy Plenel qui, en 1995, s'interroge sur les raisons profondes qui ont fait que Mitterrand ait « mystérieusement voulu manœuvrer au plus fin, laissant jouer la comédie de l'attentat sans alerter qui que ce soit avant sa mise en scène, sans même en donner les dessous aux policiers et au juge d'instruction chargés de l'enquête lors de ses premières auditions ».
En 2015, un documentaire télévisé réalisé par 
François Pomès (d) et faisant notamment intervenir Georgette Elgey, Roland Dumas, Claude Estier et Louis Mermaz, accrédite la thèse d'une manipulation orchestrée par Jean-Louis Tixier-Vignancour, avocat d'extrême droite, et Constantin Melnik, dont la participation reste floue. Robert Pesquet n'aurait été qu'un homme de paille dans ce complot.
Selon le journaliste Philip Short, le gouvernement était au courant depuis des semaines mais n'avait rien dit, afin de causer le maximum de tort politique à Mitterrand.